# Victorio Casa
Victorio Francisco Casa (Mar del Plata, 28 de outubro de 1943 – Mar del Plata, 6 de junho de 2013) foi um futebolista argentino.

## Biografia

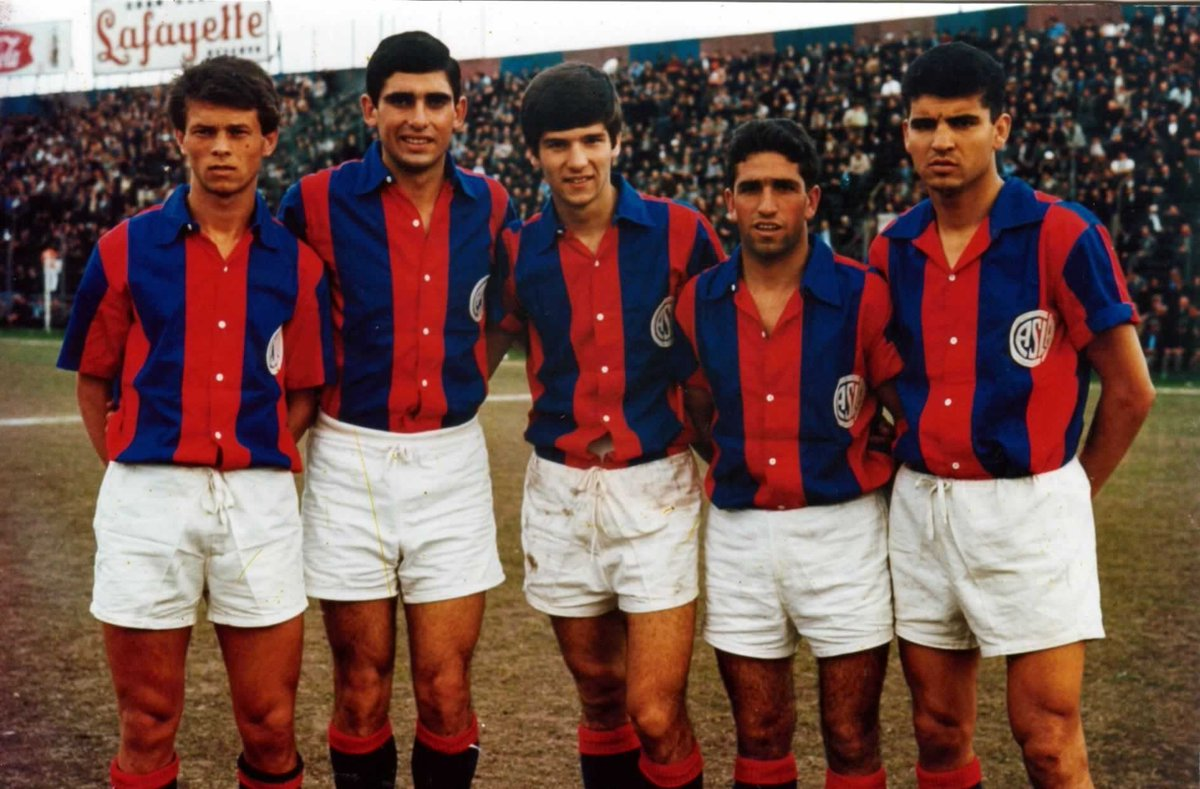
Los Carasucias, celebrada linha ofensiva do San Lorenzo nos anos 1960, lembrada pela juventude e irreverência. Da esquerda para a direita: Narciso Doval, Fernando Areán, Héctor Veira, Casa e Roberto Telch.

Casa foi bastante identificado com o San Lorenzo de Almagro, clube onde iniciou em 1962 a carreira. Começou a ganhar mais espaço em 1964, ano em que formou uma linha ofensiva cuja juventude e irreverência a tornariam célebre apesar da falta de resultados expressivos: Los Carasucias ("Os Cara-Sujas"), ataque formado por ele, Narciso Loco Doval, Fernando Nano Areán, Héctor Bambino Veira e Roberto Oveja Telch. Casa era o ponta-esquerda.
O apelido de Casa naquele conjunto seria El Manco, em virtude de um incidente trágico: em 1965, não escutou os avisos de um soldado após estacionar o carro em lugar proibido em frente à Escola de Mecânica da Armada e foi alvejado por uma metralhadora em seu braço direito. Quem salvou sua vida ao levá-lo a um hospital foi um taxista que por ali passava, curiosamente um torcedor do San Lorenzo. O braço precisou ser amputado. O exército se responsabilizou pelo incidente e custeou a compra de um membro mecânico para ele, que voltou aos campos 45 dias depois após o trauma, em um estádio lotado para lhe festejar.
Porém, ficou visivelmente desconfortável, deixou a equipe no ano seguinte, depois de 72 jogos e 5 gols pelos azulgranas. "Não o podiar aguentar (o braço ortopédico); pesava como cinco quilos. Era um peso morto que me deixava de cama", comentou. O tal braço inclusive virou alvo de brincadeiras do plantel - como ser escondido em lugares inusitados -, sempre reagidas com bom humor por Casa. Depois de 1966, foi jogar na equipe reserva do pequeno Platense e posteriormente no incipiente futebol dos Estados Unidos.